# Fritz Saar
Fritz Saar (* 21. Oktober 1889 in Minden; † 3. September 1948 in Berlin) war ein deutscher Gewerkschafter und Politiker (SPD).

## Leben und Tätigkeit

### Frühe Jahre und Weimarer Republik
Saar war der Sohn des Sattlermeisters Wilhelm Saar und seiner Frau Luise, geb. Frühling († 1894). Nach dem Besuch der Volksschule erlernte Saar im örtlichen Bahnhofsrestaurant das Kellner- und Kochhandwerk. Nach seiner Lehre arbeitete er in verschiedenen Städten, bevor er sich 1911 in Berlin niederließ, wo er u. a. in den Germania-Sälen, im Spree-Garten und in der Brauerei Pfefferberg tätig war.
Politisch war Saar seit 1909 in der SPD organisiert. Seit 1912 war er im Verband der Gastwirtsgehilfen organisiert.
Ab 1915 nahm Saar als zwangsrekrutierter Soldat am Ersten Weltkrieg teil. Er kam unter anderem bei Verdun zum Einsatz, wo er verschüttet wurde.
Kurz nach dem Ende des Krieges und dem Ausbruch der Novemberrevolution gehörte Saar dem Reichsrätekongress der Arbeiter- und Soldatenräte als Delegierter an.
1919 erhielt Saar eine Anstellung beim Verband der Gastwirtsgehilfen, in dem er Bevollmächtigter für Berlin, d. h. Leiter der Ortsverwaltung Berlin, wurde. Dies blieb er bis 1930. Sein Aufgabengebiet umfasste das Aushandeln von Tarifverträgen und die Organisation von Streiks. Politisch wurde er dem linken SPD-Flügel zugerechnet.
1931 wurde Saar zum Vorsitzenden des Zentralverbandes der Hotel-, Restaurant- und Café-Angestellten (ZVHRC) gewählt.

### Emigration und Gefangenschaft (1933 bis 1945)
Nach der Machtergreifung der Nationalsozialisten im Frühjahr 1933 emigriert Saar – nach einer kurzzeitigen Verhaftung am 2. Mai 1933 – am 9. Juni 1933 nach Amsterdam, wo er bei seinem dort lebenden Bruder unterkam. Dort eröffnete er ein Zigarrengeschäft und betrieb später eine Pension.
Ab Juni 1935 gab Saar von Amsterdam aus die Gastwirtsgehilfen Zeitung heraus. Diese erreichte Auflagen zwischen 50 und 200 Exemplaren, wurde auf Untergrundkanälen ins deutsche Staatsgebiet geschmuggelt und dort unter Gesinnungsfreunden verbreitet. Diese waren aufgerufen, Abschriften zu erstellen und diese weiterzugeben. Die Gastwirtsgehilfen Zeitung wurde den Internationalen Handlungsgehilfenverband und die Internationale Union der Hotelangestellten finanziert, musste ihr Erscheinen aber im November 1938 aufgrund von finanziellen Engpässen einstellen. Inhaltlich befasste sie sich mit Themen, wie der Lage in Deutschland, Tarifverträgen und Lebensmittelengpässen.
Auch die Struktur einer Exil-Leitung der ZVHRC baute Saar von den Niederlanden aus auf. In diese wurden, da Saar ein politisches Zusammengehen von SPD und KPD gegen den Nationalsozialismus propagierte, auch Kommunisten aufgenommen, womit Saar sich in Opposition zum Parteivorstand der Exil-SPD stellte. Zu den Kommunisten, mit denen Saar in den folgenden Jahren zusammenarbeitete, gehörte u. a. Paul Merker, der die Organisation jedoch 1938 nach Konflikten mit Saar wieder verließ.
In Deutschland geriet Saar ins Visier des nationalsozialistischen Polizeiapparates, nachdem im November 1936 eine Serie von Verhaftungen im Umfeld seiner Kontaktpersonen im Reichsgebiet eingesetzt hatte: Dabei wurde auch eine Kartei zur Verteilung der Handlungsgehilfenzeitung gefunden, so dass viele Bezieher derselben verhaftet wurden und zu Zuchthausstrafen wegen illegaler Gewerkschaftsbewegung verurteilt wurden. Gegen Saar wurde ein Ermittlungsverfahren in Abwesenheit eingeleitet.
Infolgedessen wurde Saar als Staatsfeind eingestuft. 1939 wurde ihm die deutsche Staatsbürgerschaft aberkannt. Im Frühjahr 1940 setzte ihn das Reichssicherheitshauptamt in Berlin auf die Sonderfahndungsliste G.B., ein Verzeichnis von Personen, die im Falle einer erfolgreichen Invasion und Besetzung der britischen Inseln durch die Wehrmacht von den Besatzungstruppen nachfolgenden Sonderkommandos der SS mit besonderer Priorität ausfindig gemacht und verhaftet werden sollten.
Ein Jahr nach der Besetzung der Niederlande im Frühjahr 1940 wurde Saar 1941 von den Besatzungsbehörden ausfindig gemacht und zusammen mit seiner Frau verhaftet. Sie wurden zunächst nach Düsseldorf verbracht. Saar wurde schließlich ins Berliner Polizeigefängnis überführt. Dort wurde er zahlreichen Verhören unterzogen und wahrscheinlich auch misshandelt.
Im Januar 1942 wurde Saar vor dem Volksgerichtshof wegen des Vorwurfes, Vorbereitung zum Hochverrat begangen zu haben, angeklagt. Die Anklage beantragte die Todesstrafe, das Gericht entschied schließlich im Urteil vom 9. April 1942 auf eine lebenslange Zuchthausstrafe. In der Urteilsbegründung hieß es, dass in Saars Fall nur „eine der höchsten im Gesetz angedrohten Strafen als angemessene Sühne seiner Tat in Betracht kommen.“ Vor der Todesstrafe bewahrte ihn der Umstand, dass er das Gericht überzeugen konnte, dass er seine gewerkschaftliche Arbeit von sich aus, 1938, aus freien Stücken wieder eingestellt hätte sowie der Umstand, dass das Gericht befand, dass „die Gewerkschaft, die er neu zu errichten unternommen hat, sowohl nach dem in Frage kommenden Berufsstand als auch nach der Höhe ihrer Mitgliederzahl zu den weniger bedeutenden und einflußreichen Gewerkschaften gehört“ hätte.
Seine Strafe verbüßte Saar von 1942 bis 1945 im Zuchthaus Brandenburg.

### Nachkriegszeit
Bei Kriegsende wurde Saar von der Roten Armee aus dem Zuchthaus Brandenburg befreit. Bald danach beteiligte er sich an der am 30. Juni 1945 vollzogenen Gründung der Gewerkschaft Nahrung-Genuss-Gaststätten in Berlin.
Von der SPD wurde Saar 1945 als Bürgermeister des Berliner Bezirks Friedrichshain bestellt. Die Ernennung wurde von der Alliierten Kommandantur mit BK/O (46) 86 bestätigt. Später wurde er, in Beibehaltung seiner in der Emigration eingenommenen Auffassung, dass die SPD und KPD zusammenrücken müssten, um eine Wiederholung der politischen Entwicklung der Zeit nach dem Ersten Weltkrieg zu verhindern, Mitglied der aus einem Vereinigung von SPD und KPD entstandenen Einheitspartei SED. Nachdem er bei der Wahl zur Stadtverordnetenversammlung von Groß-Berlin im Herbst 1946 – insbesondere, da die SPD sich von ihm distanzierte – nicht zum Bürgermeister gewählt worden war, wurde ihm als Ersatztätigkeit die Treuhänderschaft für die Aschinger-Gaststätten übertragen.

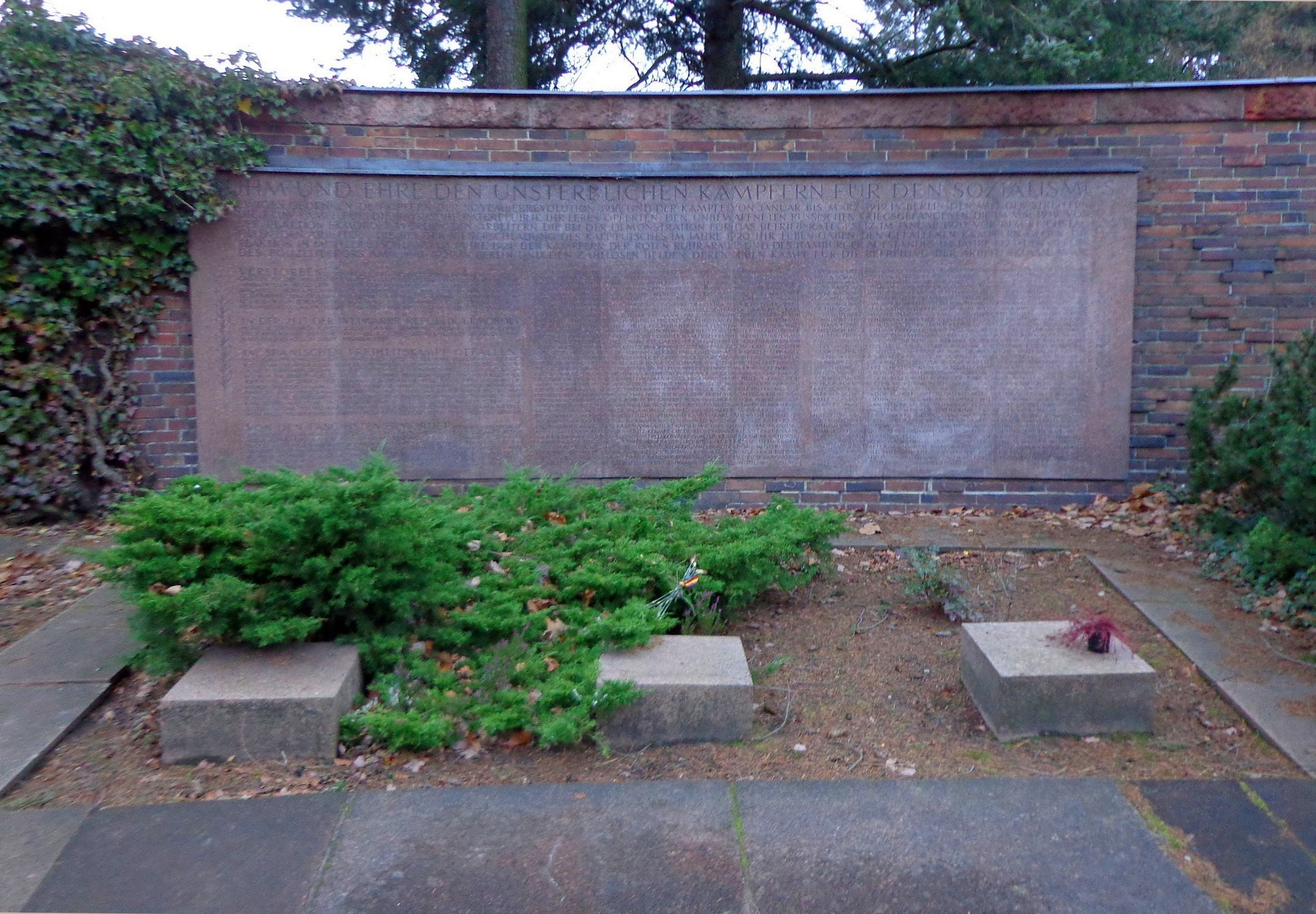
Gedenkstätte der Sozialisten, Porphyr-Gedenktafel an der Ringmauer mit Urnensammelgrab

Saar starb im September 1948, als er in seinem Büro einen Herzanfall erlitt. Seine Urne wurde später in der Gedenkstätte der Sozialisten  (Urnensammelgrab bei der großen Porphyr-Gedenktafel auf der rechten Seite der Ringmauer) auf dem Berliner Zentralfriedhof Friedrichsfelde beigesetzt.

## Familie
Saar war seit 1911 mit der Kaltmamsell Martha, geb. Klodt, verheiratet.